# Niesiebędowice
Niesiebędowice (niem. Nüßdorf) – wieś w Polsce położona w województwie opolskim, w powiecie nyskim, w gminie Korfantów.
W latach 1975–1998 miejscowość administracyjnie należała do ówczesnego województwa opolskiego.

## Nazwa
W kronice łacińskiej Liber fundationis episcopatus Vratislaviensis (pol. Księga uposażeń biskupstwa wrocławskiego) spisanej w latach 1295-1305 miejscowość wymieniona jest w formie Nessebandowitz.
Według niemieckiego językoznawcy nazwa jest patronimiczną nazwą wywodzącą się od polskiego nazwiska - Nieszydowski lub Niesidowski i pochodziła od założyciela wsi. W swoim dziele o nazwach miejscowych na Śląsku wydanym w 1888 roku we Wrocławiu jako starszą od niemieckiej wymienia polską formę nazwy - Nieszidowicz podając jej znaczenie "Dorf der Nieszidowski" - "Wieś Nieszydowskiego". Nazwa została zgermanizowana przez Niemców na Nussdorf w wyniku czego utraciła swoje pierwotne znaczenie.

## Historia
Od 1776 r. wieś posiadała własną pieczęć gminną, na której wizerunku przedstawiono chłopa idącego z kosą na ramieniu. 